# ブルートレイン (ASIAN KUNG-FU GENERATIONの曲)
「ブルートレイン」（Blue Train）は、2005年11月30日に発売されたASIAN KUNG-FU GENERATIONの7枚目のシングル。

## 解説
前作「君の街まで」から1年2か月ぶりのリリースで、2005年に発売された唯一のシングル。
アルバム『ファンクラブ』からの先行シングル第1弾。4曲入りのため、価格はシングルとしては高めの1529円となっている。自身のシングルの累計売上としては「リライト」に次ぐ2位（初動売上は1位）。初回生産分のみステッカー付き、ピクチャーレーベル仕様になっている。
また、「ブルートレイン」のPVは、SPACE SHOWER Music Video Awards2006で、BEST GROUP VIDEOを受賞している。ASIAN KUNG-FU GENERATIONのPVがSPACE SHOWER Music Video Awardsで表彰されるのは、前々年の「君という花」（BEST NEW ARTIST VIDEO）、前年の「君の街まで」（BEST CONCEPT VIDEO）に続き3年連続となる。

## 収録曲
1. ブルートレイン
（作曲：後藤正文・喜多建介）
ドラムパートがかなり難しいため、アジカンLOCKS!内で「これのドラム出来る奴は音源送って来い」と募集している。そして、2006年10月11日に「ブルートレイン」のドラムのみの音源が放送された。
現在のライブではドラムフレーズなどが若干アレンジされている。
2. ロードムービー
（作曲：後藤正文）
もともとはRe:Re:ツアーで披露されていたご当地ソングの1曲。この作品は愛媛県バージョンをベースに製作されている。オリジナルバージョンでは後藤が道後温泉に行くだけという内容であった。
3. 飛べない魚
（作曲：後藤正文）
4. 月光
（作曲：後藤正文）
イントロで使われているのはクロード・ドビュッシーの「月の光」である。ピアノを弾いているのは伊地知。
「ブルートレイン」と共に、アルバム『ファンクラブ』に収録されている。

全曲作詞：後藤正文、編曲：ASIAN KUNG-FU GENERATION

## 収録アルバム
- ファンクラブ (#1,4)
- フィードバックファイル (#2,3、#2はアルバムバージョン)
- BEST HIT AKG (#1)